# Спорт в Бразилии
Спорт в Бразилии широко распространен. Наиболее популярен в этой стране футбол.
В 2016 году в Рио-де-Жанейро состоялись XXXI Летние Олимпийские Игры.

## Футбол
Футбол — национальный вид спорта в Бразилии. 
История бразильского футбола начинается в 1872—1873 годах. В эти годы священники колледжа в Сан-Луисе организовывали игры — первые футбольные соревнования среди команд своих учеников. Правила проведения соревнований были заимствованы из колледжа Итон в Англии.
В 1894 году Чарльзом Миллером был создан первый футбольный клуб — Сан-Паулу Атлетик; позднее, в 1898 был создан клуб Маккензи Коллеж. В 1902 году была создана первая официальная футбольная лига в Бразилии — Лига Паулиста. 
В 50-е годы XX века в Бразилии появились первые профессиональные команды и началась эра бразильского футбола. На мировом небосклоне зажглись такие звёзды, как Гарринча, Пеле, Ромарио, впоследствии — Роналдо, Кака, Рональдиньо, Роберто Карлос, Неймар и т.д.
- болельщики в Бразилии — «торсида» (см. также Список бразильских футбольных клубов по количеству болельщиков)

Сборная Бразилии участвовала в розыгрыше Кубка мира по футболу 22 раза — 100 % присутствие.
5 раз становилась чемпионом мира — в 1958, 1962, 1970, 1994 и 2002 годах.
9 раз Бразилия становилась чемпионом Южной Америки — в 1919, 1922, 1949, 1989, 1997, 1999, 2004, 2007 и 2019 годах.

## Баскетбол
Баскетбол в Бразилии появился в 1896 году, спустя 5 лет после изобретения этой игры в США.
Преподаватель колледжа Макензи в Сан-Пауло Аугусто Шау научил этой игре своих учеников. В 1915 году — был проведен первый чемпионат Бразилии по баскетболу.
В 1941 была основана основана Конфедерация баскетбола в стране. Мужская сборная Бразилии по баскетболу становилась чемпионом мира в 1959 и 1963 году.

## Волейбол
Первое соревнование по волейболу было проведено в Ресифе Ассоциацией христианской молодежи. Дата этого события остается неизвестной.
Затем в 1915 году в Пернамбуко и в 1917 в Сан-Пауло прошли соревнования по волейболу, также организованные местными Ассоциациями христианской молодежи.
Официальная Конфедерация волейбола Бразилии была создана в 1954 году.
В 1959 году сборные команды Бразилии завоевали свои первые титулы — женская сборная выиграла золотые медали, мужская — серебряные.
Впоследствии 24 раза мужская сборная выигрывала Кубок Южной Америки, дважды становилась чемпионом Олимпийских игр — в 1992 году в Барселоне и в 2004 — в Афинах.

## Формула — 1
C 1973 года этапы Гран При Чемпионата мира Формула — 1 проводятся в Бразилии на автодроме «Интерлагос» города Сан Пауло.
Начиная с 1978 года соревнования переместились в Рио-де-Жанейро, на трассу «Жакарепагуа».
Трасса «Интерлагос» была обновлена и реконструирована. В 1990 году она вновь принимала Гран При Формула — 1.
Трасса стала более безопасной и удобной для гонщиков и зрителей. С этого момента «Интерлагос» прочно обосновался в календаре соревнований и занимает позицию одного из интереснейших и важнейших этапов Кубка мира.
8 раз бразильские гонщики становились победителями Формула −1.
Эмерсон Фиттипальди в 1972 и 1974 годах
Нельсон Пике в 1981, 1983, 1987 годах
Айртон Сенна в 1988, 1990, 1991 годах

## Бразильское Джиу-Джитсу
Бразильское джиу-джитсу сейчас стремительно набирает популярность в мире.
В 1914 году сэнсэй из Японии Маэда основан первую школу дзюдо в Бразилии.
Среди людей, посещавших занятия был Карлос Грэйси, впоследствии получивший мировую известность.
В начале XX века Хелио Грэйси и его братья создали новый вид боевого единоборства, получивший название «бразильское джиу-джитсу». В 80-х Дениэл и Райан Грэйси создали еще один вид боевого искусства под название вале-тудо (порт. vale-tudo) — смесь восточных единоборств, бокса, вольной борьбы и уличных боев бразильских фавел. Здесь разрешены удары ногами, головой, удушающие и болевые приемы.
Эффективность этого вида единоборств Райан Грэйси доказал на собственном примере, неоднократно становясь чемпионом мира по боям без правил.
Официальная Лига Бразильского джиу-джитсу была создана в Рио-де-Жанейро в 1990 году. В 1996 году при Лиге была создана команда по боям без правил «вале-тудо».

## Капоэйра
Капоэйра — национальное боевое искусство Бразилии, история которого насчитывает больше трех столетий.
Капоэйра возникла как самооборона темнокожих рабов от надсмотрщиков. Поскольку руки рабов нередко были скованы, большинство ударов в капоэйре наносится ногами. Много ударов делается с опорой на одну или две руки, чтобы максимально освободить ноги.
Соревнования капоэйристов (рода де капоэйра) проводятся под аккомпанемент ритмичной музыки и пения. Музыкальное сопровождение имеет ритуальное значение и помогает соревнующимся двигаться синхронно.
Капоэйра сейчас очень популярна во всем мире, почти в каждой европейской стране, в Канаде и США есть своя ассоциация капоэйры.